# La Puebla de Alfindén
La Puebla de Alfindén es un municipio de España, en la provincia de Zaragoza, comunidad autónoma de Aragón. Perteneciente a la Comarca Central, se encuentra en la margen izquierda del río Ebro y próximo a la desembocadura del río Gállego. Su área es de 16,95 km² con una población de 6509 habitantes (INE 2022) y una densidad de 371,86 hab./km². La reserva natural dirigida de los Sotos y Galachos del Ebro ocupa parte de su término municipal.

## Geografía
Integrado en la Comarca Central de Aragón, se sitúa a 18 km del centro de Zaragoza. El término municipal está atravesado por la autovía del Nordeste entre los pK 333 y 336, así como por la carretera N-2. 
El relieve del territorio está caracterizado por el valle del río Ebro por lo que es predominantemente llano, salvo en el norte, donde se alzan algunas elevaciones de los montes de Alfajarín que alcanzan los 340 m de altitud, destacando la Loma de los Franceses. La menor altitud se encuentra en las cercanías del río, llegando a los 180 m sobre el nivel del mar. El pueblo se alza a 197 m de altitud. 
| Noroeste: Villamayor de Gállego y Zaragoza | Norte: Villamayor de Gállego | Noreste: Villamayor de Gállego |
| Oeste: Zaragoza                            |                              | Este: Alfajarín                |
| Suroeste: Pastriz                          | Sur: Pastriz                 | Sureste: Alfajarín             |

## Historia
Hacia mediados del siglo XIX, el lugar tenía contabilizada una población de 600 habitantes. Aparece descrito en el decimotercer volumen del Diccionario geográfico-estadístico-histórico de España y sus posesiones de Ultramar de Pascual Madoz de la siguiente manera:

PUEBLA DE ALFINDEN: l. con ayunt. de la prov., part. jud., aud. terr. y dióc. de Zaragoza (2 leg.), c. g. de Aragon: sit. en terreno llano; le baten con mas frecuencia los vientos del E. y O.; su clima es variable y afecto á las intermitentes. Tiene 140 casas, las del ayunt. y cárcel; escuela de niños, á la que asisten 60, dotada con 2,000 rs.; otra de niñas concurrida por 17 y 100 rs. de dotacion; igl. parr. dedicada á Ntra. Sra. de la Asuncion, y una ermita (Ntra. Sra. de Alfinden) sit. á corta dist. de la pobl. Confina el térm. por el N. con Villamayor, Perdiguera y monte realengo; E. Zaragoza; S. el r. Ebro, y O. Alfajarin: en su radio y al N. hay un monte desp. El terreno es llano de buena calidad. caminos: la carretera de Zaragoza á Barcelona en buen estado. El correo se recibe de aquella c. por el conductor general diariamente. prod.: vino, trigo y maiz; mantiene ganado lanar y caballar. ind.: la agrícola, y un molino harinero. pobl.: 126 vec., 600 almas. cap. prod.: 1.230,000 rs. imp.: 36,000. contr. 9,334.
(Madoz, 1849, p. 232)

## Demografía
La Puebla de Alfindén cuenta con una población de 6426 habitantes (INE 2024).
| Gráfica de evolución demográfica de La Puebla de Alfindén entre 1842 y 2021                                         |
| |
| Población de derecho según los censos de población del INE Población de hecho según los censos de población del INE |

### Transporte
La localidad cuenta con una línea de Autobús interurbano del CTAZ que la conecta con Zaragoza, la Línea 211. Tiene una frecuencia de entre 20 minutos y 2 horas y se puede acceder a ella a través de 6 postes, 3 en cada sentido.
Por carretera, cuenta con la carretera nacional 2 que la conecta con Francia y con Madrid. También cuenta con la autopista A-2, que la conecta con Barcelona y con Madrid.

## Economía
El municipio se asimila, en cuanto se refiere a recursos agrarios, a los municipios próximos por sus características de suelo y cultivo. Sin embargo su desarrollo industrial ha generado un aumento de la población activa industrial, en detrimento de la agraria. En los últimos veinte años, la mano de obra industrial ha pasado del 30 % al 80 % y tiene posibilidades de continuar aumentando.
El sector primario comienza a estancarse, tanto por su productividad poco competitiva, como por la estructura de sus explotaciones. En general son los mismos propietarios los que explotan sus tierras. El promedio de edad de ellos supera la cincuentena, en tanto que la tendencia de las nuevas generaciones es incorporarse al sector industrial. El sector secundario es el más dinámico actualmente, ocupando la mayor parte de la población del municipio.
La industria está repartida en tres polígonos industriales, siendo bastante diversificada, de tamaños tanto pequeño como mediano y con posibilidades de expansión porque todavía queda suelo urbanizable. El Polígono BTV-Alfindén situado en el kilómetro 335 de la carretera N-II, posee una superficie de 100 700 m², con 65 empresas y suministro eléctrico y de gas, equipado con red telefónica, de saneamiento, depuradora y colector de vertidos. El polígono Malpica-Alfindén está situado en el kilómetro 335 de la N-II, y tiene una superficie de 1 027 325 m², con 500 empresas, pavimentado y con suministro eléctrico y de gas, estando equipado con red telefónica, de saneamiento, depuradora y colector de vertidos. El polígono La Ermita, situado en el kilómetro 334 de la N-II, pavimentado, con una superficie de 45 000 m², y 29 parcelas todas ellas ocupadas, tiene suministro eléctrico y de gas y está equipado con red telefónica, de saneamiento, depuradora y lugar de vertidos. Entre los tres polígonos suman unas 800 empresas.
El sector servicios está muy desarrollado; ha crecido en función de las demandas de una población con un alto nivel de vida. Según un estudio realizado por el Periódico de Aragón el 6-4-97, La Puebla de Alfindén ocupaba el cuarto lugar entre los municipios más ricos de Aragón.
En el término municipal, hay un total de 130 empresas que se dedican al sector servicios, destacando el sector dedicado a la hostelería, con 9 restaurantes y 3 hoteles. La capacidad de los restaurantes oscila alrededor de las 1000 plazas, y la hotelera alrededor de las 160 plazas.[cita requerida]

## Administración y política
| Periodo   | Nombre                     | Partido | Partido                                            |
| --------- | -------------------------- | ------- | -------------------------------------------------- |
| 1979-1987 | Fernando Moliné Fernando   |         | Independiente                                      |
| 1987-1999 | Carlos Moliné Fernando     |         | Independiente                                      |
| 1999-2011 | Fernando Salvador Tolosana |         | Partido de los Socialistas de Aragón (PSOE-Aragón) |
| 2011-2015 | Nuria Loris                |         | Partido Popular de Aragón (PP)                     |
| 2015-2023 | Ana Ceamanos               |         | Partido de los Socialistas de Aragón (PSOE-Aragón) |
| 2023-act. | Pilar Villanueva Campaña   |         | Partido Popular de Aragón (PP)                     |

| Partido político    | Partido político                                   | 2003   | 2007   | 2011   | 2015   | 2019   |
| Partido político    | Partido político                                   | Ediles | Ediles | Ediles | Ediles | Ediles |
|                     | Partido de los Socialistas de Aragón (PSOE-Aragón) | 5      | 5      | 3      | 4      | 4      |
|                     | Partido Aragonés (PAR)                             | 2      | 2      | 4      | 2      | 3      |
|                     | Partido Popular de Aragón (PP)                     | 3      | 3      | 4      | 3      | 2      |
|                     | Ciudadanos (CS)                                    | —      | —      | —      | 2      | 2      |
|                     | Podemos-Equo                                       | —      | —      | —      | —      | 1      |
|                     | Vox                                                | —      | —      | —      | —      | 1      |
|                     | Chunta Aragonesista (CHA)                          | 1      | 1      | 1      | 1      | 0      |
|                     | Federación de los Independientes de Aragón (FIA)   | —      | —      | 1      | 1      | 0      |
| Total de concejales | Total de concejales                                | 11     | 11     | 13     | 13     | 13     |

## Cultura

### Patrimonio

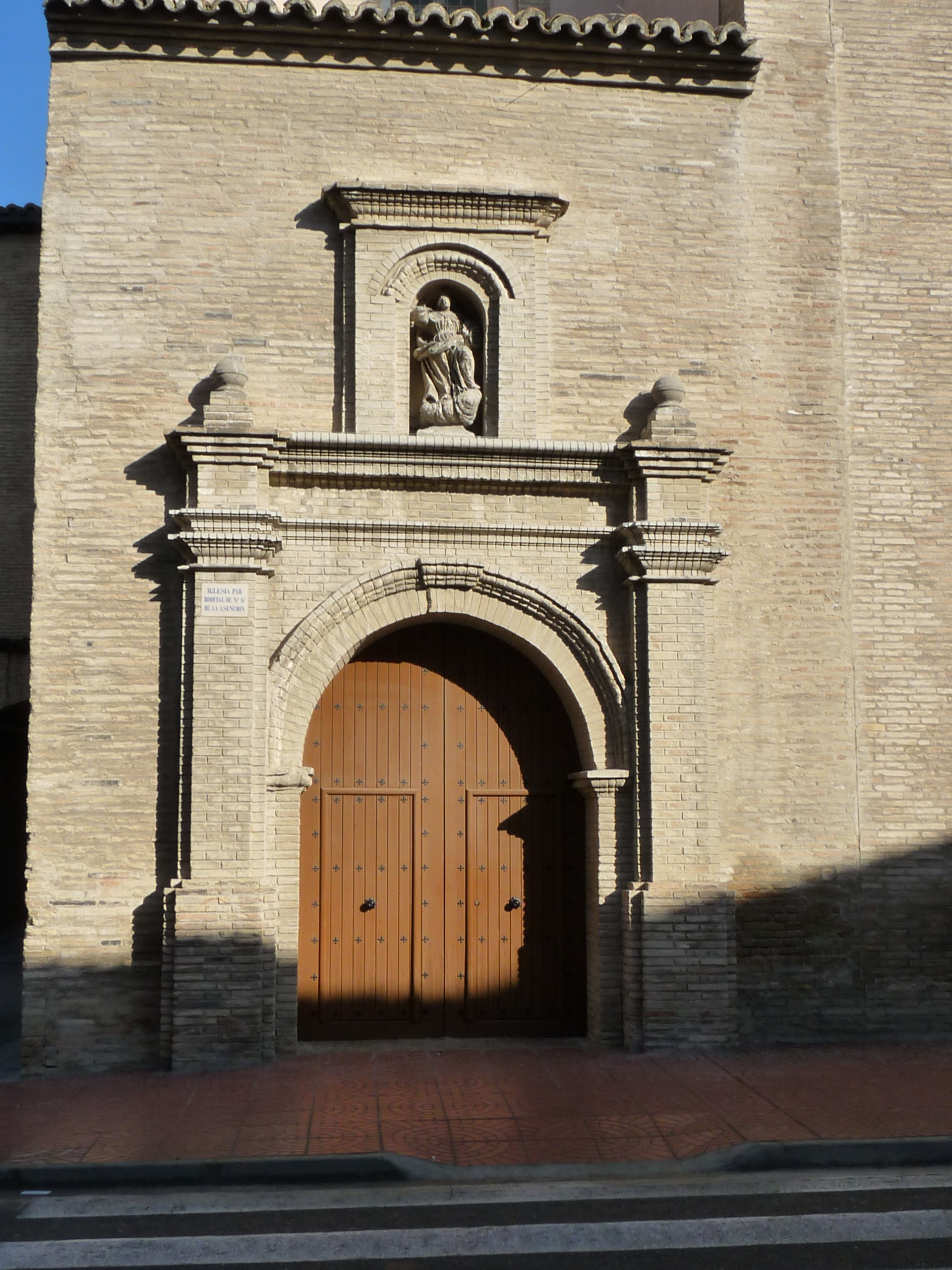
Portada de la iglesia de la Asunción

En la localidad hay una iglesia bajo la advocación de Nuestra Señora de la Asunción.

### Educación
La localidad cuenta con dos colegios públicos de Educación Primaria, el colegio "Reino de Aragón", inaugurado en septiembre de 2006 y el colegio "Los Albares". En 2017 se construyó un instituto nuevo que atiende la demanda educativa de jóvenes de gran parte de las poblaciones de la mancomunidad izquierda del Ebro. También cuenta con el Centro Público de Personas Adultas "Alfindén", que ofrece diferentes enseñanzas al alumnado mayor de 18 años.

### Música
El municipio cuenta con diversas agrupaciones musicales como son la coral "Alhindén", dirigida por Jesús Orós, la banda de música municipal y la banda de iniciación, que abastece de músicos a la banda municipal, dirigidas por Miguel Rueda. [cita requerida]

## Localidades hermanadas
- Lée (Francia)